# Astragalus chlorostegius
Astragalus chlorostegius är en ärtväxtart som beskrevs av Pierre Edmond Boissier och Heinrich Carl Haussknecht. Astragalus chlorostegius ingår i släktet vedlar, och familjen ärtväxter. Inga underarter finns listade i Catalogue of Life.